# Конева, Екатерина Сергеевна
Екатери́на Серге́евна Ко́нева (род. 25 сентября 1988 года в Хабаровске, Хабаровский край, СССР) — российская легкоатлетка, специализирующаяся в тройном прыжке. Заслуженный мастер спорта России (2013). Серебряный призёр чемпионата мира 2013 года с результатом 14,81 м. Трёхкратная чемпионка Универсиад. Победительница соревнований London Grand Prix 2013 года с результатом 14,52.

## Биография
В МБУ «Центр развития олимпийских видов спорта» — в группе высшего спортивного мастерства тренера Александра Цыплакова.
Член сборной команды России. Победительница Первенств России. Мастер спорта России международного класса по легкой атлетике (спортивное звание присвоено 29.12.2012).
Окончила Дальневосточную государственную академию физической культуры и спорта в 2012 году. Обучалась в Школе искусства, культуры и спорта Дальневосточного федерального университета.
В 2016 году вышла замуж за прыгуна в длину Сергея Полянского. В 2017 году родила дочь Софию.

## Достижения
- Чемпионат мира по лёгкой атлетике 2013 — тройной прыжок.
- Чемпионат мира по лёгкой атлетике в помещении 2014 тройной прыжок.
- Командный чемпионат Европы 2013 в Гейтсхеде — тройной прыжок[8].
- Всемирная летняя Универсиада 2011 в Шэньчжэне — тройной прыжок.
- Всемирная летняя Универсиада 2013 в Казани — тройной прыжок.
- Всемирная Ллетняя Универсиада 2015 в Кванджу — тройной прыжок.
- «Мемориал братьев Знаменских» 2013 — тройной прыжок.
- Кубок России 2013 — тройной прыжок.
- Командный чемпионат России 2013 — тройной прыжок.
- Всероссийские соревнования «Кубок Самарской Губернии» 2013 — тройной прыжок.
- Международные соревнования «Moscow Challenge» 2012 тройной прыжок.
- Кубок губернатора Краснодарского края 2012 тройной прыжок.
- Всероссийские соревнования «Кубок губернатора», Волгоград 2012 — тройной прыжок.
- Чемпионат России в помещении 2012 тройной прыжок.
- Командный чемпионат России 2012 — тройной прыжок.
- Командный чемпионат России 2012 — прыжок в длину.
- Всероссийские соревнования «Кубок Самарской Губернии 2014» тройной прыжок.
- «Кубок Самарской Губернии 2014» — прыжок в длину.
- Кубок Губернатора Волгоградской области 2014 — прыжок в длину.
- Заслуженный мастер спорта России 2013.

## Дисквалификация
С 23 марта 2007 года по 22 марта 2009 года была отстранена от соревнований за повышенное содержание тестостерона.